# Lotononis mollis
Lotononis mollis är en ärtväxtart som beskrevs av George Bentham. Lotononis mollis ingår i släktet Lotononis och familjen ärtväxter. Inga underarter finns listade i Catalogue of Life.